# Władysław Szpilman

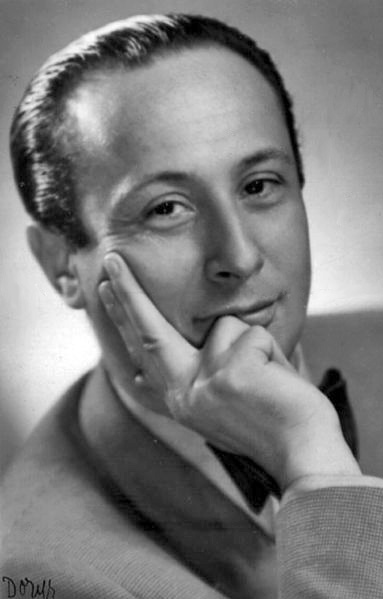
Władysław Szpilman

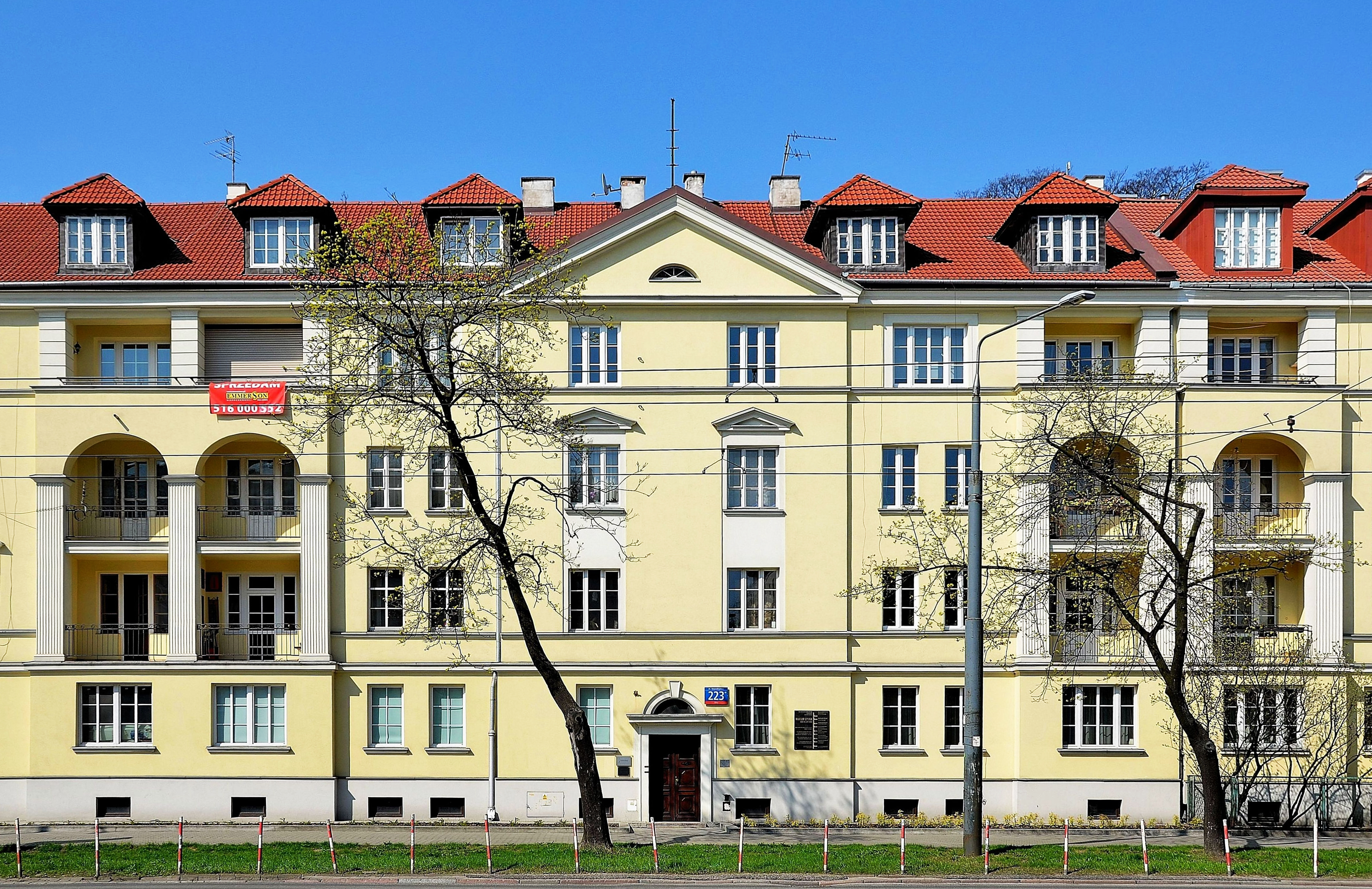
Haus in der Aleja Niepodległości 223 in Warschau, wo Szpilman 1944 von Wilm Hosenfeld entdeckt wurde

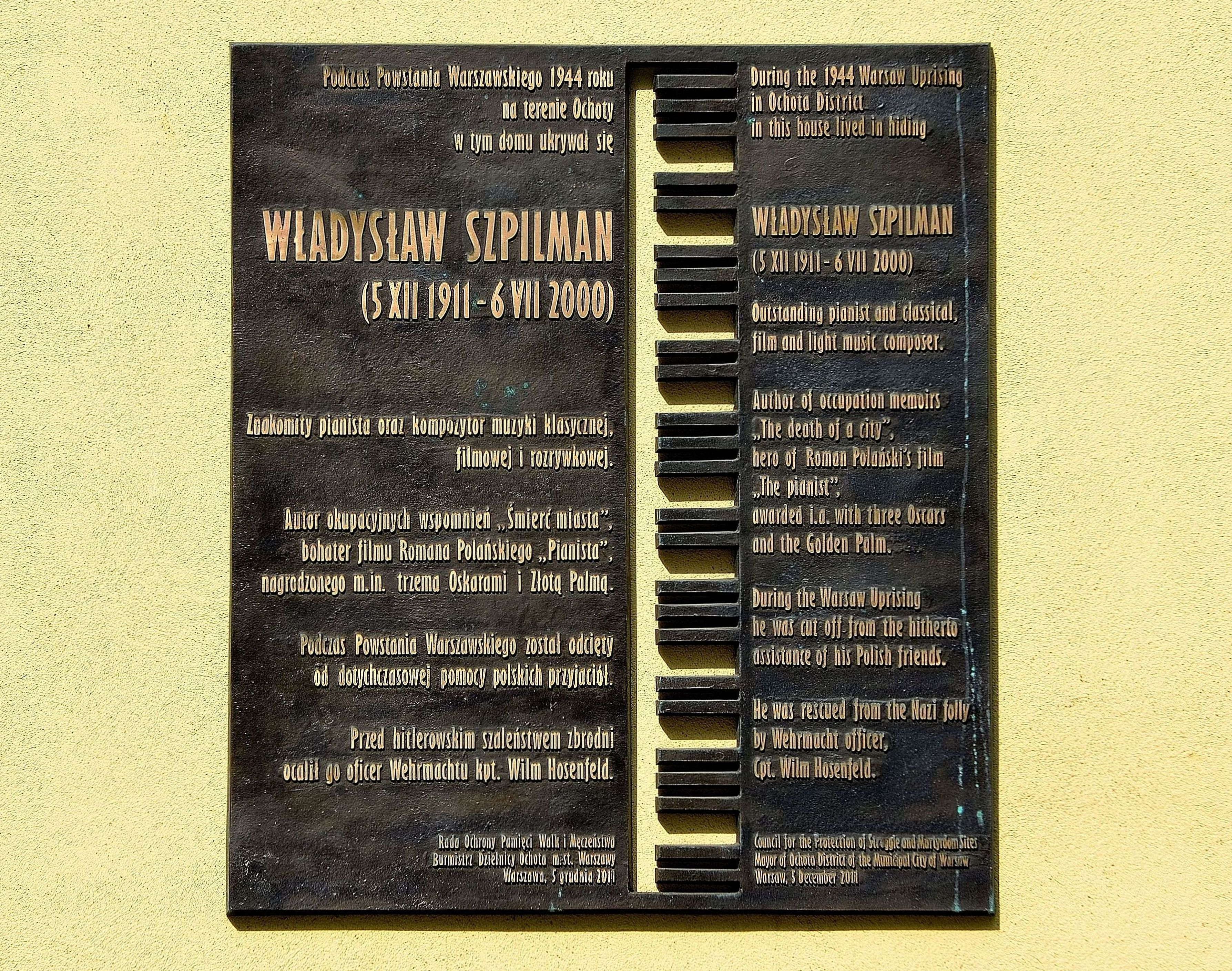
Gedenktafel am Haus

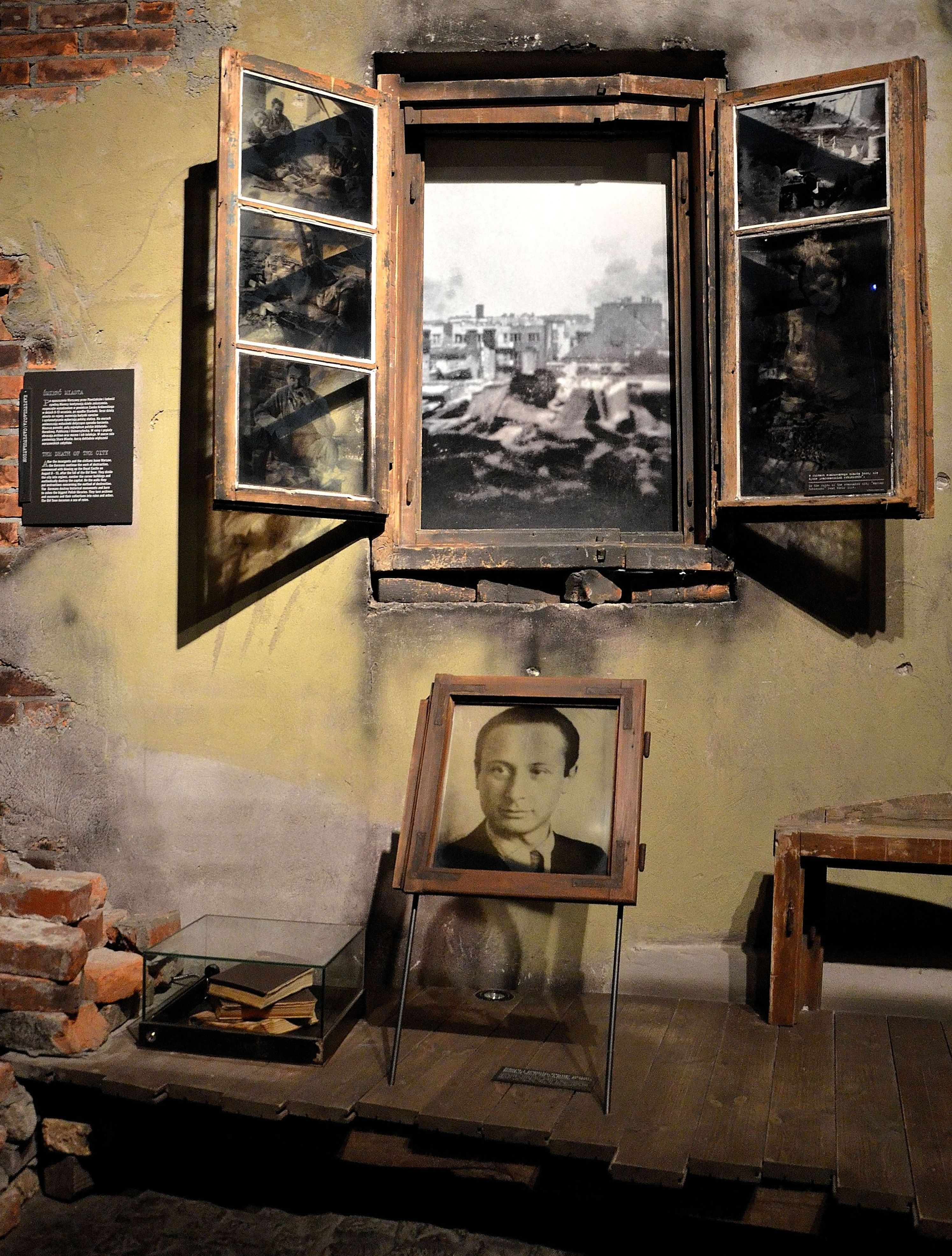
Exposition über Władysław Szpilman, einen der berühmtesten Warschauer Robinsons, im Museum des Warschauer Aufstandes 1944

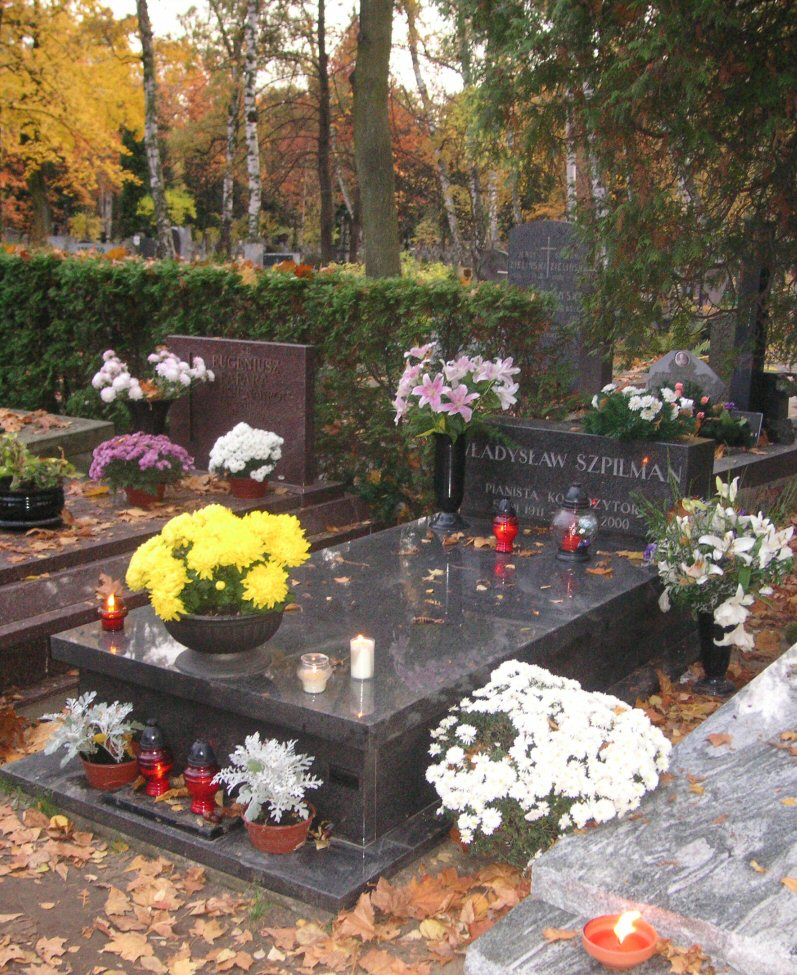
Das Grab Szpilmans auf dem Powązki-Friedhof in Warschau

Władysław Szpilman (Koseform „Władek“) (* 5. Dezember 1911 in Sosnowiec, Russisches Reich, heute zu Polen; † 6. Juli 2000 in Warschau) war ein polnischer Pianist, Komponist, Schriftsteller und als Jude Verfolgter des Nationalsozialismus. Weltweit bekannt wurde er durch seine Schilderung des Überlebens im Warschauer Ghetto während des Zweiten Weltkrieges, Der Pianist, Mein wunderbares Überleben, verfilmt als Der Pianist, von Roman Polanski.

## Leben
Szpilman wurde als erster Sohn des Geigers Samuel Szpilman und seiner Frau Edwarda geboren. Er hatte einen Bruder Henryk und zwei Schwestern Regina und Halina. Szpilman studierte Anfang der 1930er Jahre an der Berliner Akademie der Künste Klavier bei Leonid Kreutzer und Artur Schnabel, Komposition studierte er bei Franz Schreker. Infolge der Machtübernahme der Nationalsozialisten ging er 1933 zurück nach Warschau und setzte sein Studium an der Chopin-Musikhochschule beim bekannten Chopin-Spezialisten Aleksander Michałowski fort. Nach Abschluss seiner Ausbildung zum Komponisten und Pianisten spielte er zusammen mit dem Geiger Bronisław Gimpel. Aus dieser Zusammenarbeit ging in den 1960er Jahren das Warschauer Klavierquintett hervor, das bis in die 1980er Jahre Bestand haben sollte. Am 1. April 1935 wurde Szpilman beim Polnischen Rundfunk als Pianist fest engagiert.
Am 23. September 1939 spielte Szpilman im Warschauer Rundfunk ein Chopin-Recital, das zur letzten Live-Ausstrahlung wurde, weil einige Stunden später eine Bombe das Elektrizitätswerk zerstörte und der Strom ausfiel.
Szpilman war ab 1950 mit der Ärztin Halina Szpilman, geborene Grzecznarowski (1928–2020), verheiratet.

### Zeit des Warschauer Ghettos
Als einziges Mitglied seiner Familie überlebte Szpilman im Warschauer Ghetto während der deutschen Besatzung und wurde dort direkter Augenzeuge der Verschleppung des Kinderarztes Janusz Korczak. Sein Überleben wurde ermöglicht durch die Hilfe des jüdischen und polnischen Widerstands und in besonderer Weise durch den deutschen Hauptmann Wilm Hosenfeld. Dieser entdeckte im letzten Kriegswinter Szpilman halb verhungert. Doch anstatt ihn zu erschießen oder zu denunzieren, versorgte er ihn mit Nahrung und warmer Kleidung. Szpilman überlebte, während seine Eltern und Geschwister im Vernichtungslager Treblinka ermordet wurden.
Erst im Jahr 1951 erfuhr Szpilman den Namen seines Helfers und dass er sich in sowjetischer Kriegsgefangenschaft befinde. Er versuchte, ihn zu retten, doch Hosenfeld starb am 13. August 1952 im Alter von 57 Jahren im Kriegsgefangenenlager Stalingrad.

### Neuanfang nach dem Krieg
Mit einem Chopin-Konzert, wieder gespielt von Szpilman, nahm der Polnische Rundfunk seinen Betrieb nach dem Zweiten Weltkrieg wieder auf. Szpilman erhielt eine neue Anstellung beim Sender und leitete bis 1963 die Musikabteilung.
1998 wurde ihm das Komturkreuz mit Stern des Ordens Polonia Restituta verliehen. Szpilman war verheiratet und Vater zweier Söhne. Sein jüngerer Sohn Andrzej Szpilman trat in seine Fußstapfen und wurde ebenfalls Musiker.

### Musikalisches Wirken
Szpilman war Kammermusikpartner von höchstrangigen Geigern wie Henryk Szeryng, Roman Totenberg, Ida Haendel, Tadeusz Wroński und Bronisław Gimpel, mit dem er das Warschauer Klavierquintett gründete. Das Warschauer Klavierquintett leitete Szpilman von seinem ersten Konzert im Jahr 1963 („Wigmore Hall“ in London) bis zum letzten Konzert des Quintetts im Jahr 1986 (Musikhalle Hamburg). Szpilman trat als Konzertpianist und Kammermusiker in Polen, in ganz Europa und Amerika auf. Auch an seine Erfolge als Komponist konnte er nach dem Krieg anknüpfen. Zu Szpilmans kompositorischem Schaffen, das in seinen Berliner Jahren seinen Anfang genommen hatte und das er selbst während der Zeit im Warschauer Ghetto nicht aufgab, zählen symphonische und konzertante Werke, Klaviermusik, aber auch zahlreiche Hörspiel- und Filmmusiken wie auch rund 500 Lieder und Schlager, von denen viele noch heutzutage in Polen populär sind – sie brachten ihm das Attribut des „Cole Porter, Gershwin, McCartney Polens“ ein. 1961 gründete Szpilman in Sopot das bis heute im Sommer stattfindende internationale Schlagerfestival, ähnlich dem Grand Prix Eurovision de la Chanson. Aber nicht nur seine Schlagerkompositionen werden in Polen und auch anderswo bis heute gespielt. Seine klassischen Werke für Klavier und Orchester zeigen große Nähe zu George Gershwin, der es ebenfalls geschafft hat, über die Grenzen von U- und E-Musik hinaus Erfolg zu haben.

## Memoiren
1946 veröffentlichte Szpilman in Warschau das Buch Śmierć miasta (deutsch: Tod einer Stadt). Darin erzählt Szpilman sein Leben als Jude in den Jahren 1939 bis 1945, insbesondere sein Überleben im Warschauer Ghetto. Das Buch wurde im kommunistischen Polen nach seiner Erstveröffentlichung aus politischen Gründen nicht weiter verlegt.
1998 veröffentlichte Szpilmans Sohn Andrzej eine erweiterte Fassung der Memoiren seines Vaters, zunächst in einer deutschen Übersetzung durch Karin Wolff (Das wunderbare Überleben) im Ullstein Verlag. Es folgten Übersetzungen in zahlreiche andere Sprachen.
Die filmische Adaptation der Memoiren durch Regisseur Roman Polański (Der Pianist, 2002) erhielt unter anderem die Goldene Palme auf dem Filmfestival Cannes 2002 und drei Oscars.

## Rufschädigung
Szpilman trat während der deutschen Besetzung auch mit der Sängerin Wiera Gran auf, die nach dem Aufstand im Warschauer Ghetto 1943 mit der Gestapo kollaboriert und in der Aktion Hotel Polski Juden in Warschau in die Hände der Deutschen ausgeliefert haben soll. Die Darstellung in einer Biografie über Wiera Gran, dass Szpilman im Jahr 1942 an einer gewalttätigen Aktion der jüdischen Polizei im Ghetto beteiligt gewesen sei, wurde 2013 auf Anlass von Szpilmans Sohn Andrzej Szpilman durch eine Einstweilige Verfügung des Oberlandesgerichtes Hamburg untersagt. In Polen gab das Berufungsgericht in Warschau einer entsprechenden Verleumdungsklage am 29. Juni 2016 abschließend statt. Autorin und Verlag der Biografie Wiera Grans mussten sich öffentlich entschuldigen und die betreffenden Passagen aus künftigen Auflagen streichen.

### Adaptionen
- Der Pianist, Film aus dem Jahr 2002
- Radio-Feature: Der Szpilman aus Warschau von Waclaw Stawny, NDR/SR 2001, 54:07 Minuten

## Diskografie
- CD „F.Chopin – Gesammelte Werke“ – National Ausgabe – F.Chopin – Klaviertrio und Introduktion und Polonaise – W. Szpilman, T. Wronski, A. Ciechanski, Muza Warszawa 1958
- CD „J. Brahms – Klavierquintett“ Das Warschauer Klavierquintett, Muza Warszawa 1976
- CD „Wladyslaw Szpilman – Ein musikalisches Portrait“ Werke von Szpilman, Rachmaninov und Chopin, Alinamusic Hamburg 1998
- Władysław Szpilman – Portret [5 CD Box-Set] Polskie Radio Warszawa 2000
- CD Wladyslaw Szpilman. The Original Recordings of the Pianist. SONY Classical 2002
- CD The Pianist [Soundtrack] SONY Classical 2002
- CD Songs of Wladyslaw Szpilman – sings Wendy Lands, Universal Music USA 2003
- CD Works For Piano & Orchestra SONY Classical 2004
- Władysław Szpilman – Legendary Recordings [3 CD Box-Set] SONY Classical 2005

## Kompositionen
- Władysław Szpilman: Suite. Das Leben der Maschinen für Klavier (The Life of the Machines for Piano) (1933). Boosey & Hawkes Berlin/New York 2004 ISBN 3-7931-3077-0
- Władysław Szpilman: Concertino, Klavier und Orchester, Klavierauszug, Schott Mainz 2004 ISBN 3-7931-3086-X
- Władysław Szpilman: Concertino, Klavier und Orchester, Partitur Schott Mainz 2004 ISBN 3-7931-3079-7
- My memories of you. 16 selected songs by The Pianist Władysław Szpilman Boosey & Hawkes Berlin/New York 2003 ISBN 3-7931-3085-1